# سوگاتازوشی
سوگاتازوشی‌ (به ژاپنی: 姿寿司 すがた‐ずし Sugatazushi) نوعی سوشی است که بدون اینکه شکل ظاهری ماهی تای از بین برود، ماهی بر روی برنج قرار می‌گیرد. در این نوع سوشی از انواع کوچک ماهی تای (نوعی از انواع شانک‌ماهیان)استفاده می‌شود نخست استخوان و احشای آن خارج شده و بعدماهی در داخل سرکه خوابانده می‌شود سپس بر روی برنج آن را قرار می‌دهند.